# آدام یاچ
آدام یاچ (انگلیسی: Adam Yauch؛ ۵ اوت ۱۹۶۴ – ۴ مهٔ ۲۰۱۲) یک موسیقی‌دان اهل ایالات متحده آمریکا بود. وی بین سال‌های ۱۹۷۹ تا ۲۰۱۲ میلادی فعالیت می‌کرد.
در سال ۲۰۰۹ مشخص شد او دچار سرطان غدد بزاقی و غدد لنفاوی شده است و زیر تیغ جراحی رفت و تحت مداوا با پرتودرمانی قرار گرفت و نهایتاً در سال ۲۰۱۲ و در سن ۴۷ سالگی درگذشت.